# Krasnogorsk (oblast de Moscou)
Pour les articles homonymes, voir Krasnogorsk.
Krasnogorsk (en russe : Красногорск) est la capitale de l'oblast de Moscou, en Russie. Sa population s'élevait à 153 393 habitants en 2017.

## Géographie
Krasnogorsk est située sur la rivière Moskova, à 20 km au nord-ouest du centre de Moscou.

## Histoire
Krasnogorsk est fondée en 1932 et a le statut de ville depuis 1940. Dans les années 1940, l'École centrale antifasciste, qui accueille de nombreux communistes étrangers, se trouve à Krasnogorsk. Après la Seconde Guerre mondiale, les spécialistes allemands des fusées V2, capturés par l'Armée soviétique, y sont installés avec leur famille.
L'attentat du Crocus City Hall y a lieu le 22 mars 2024.

## Population
Recensements (*) ou estimations de la population
| 1926* | 1939*  | 1959*  | 1970*  | 1979*  | 1989*  |
| ----- | ------ | ------ | ------ | ------ | ------ |
| 1 722 | 18 385 | 35 183 | 62 690 | 77 370 | 90 477 |

| 2002*  | 2010*   | 2014    | 2015    | 2016    | 2017    |
| ------ | ------- | ------- | ------- | ------- | ------- |
| 92 545 | 116 738 | 132 036 | 137 587 | 144 614 | 153 393 |

## Économie
Les principales entreprises de Krasnogorsk sont :
- OAO Krasnogorski Zavod imeni S. A. Zvereva (en russe : Красногорский завод им. С. А. Зверева), anciennement Krasnogorski Mekhanitcheski Zavod ou KMZ, fondée en 1942 et célèbre pour ses appareils photo de marque Zenit, fabriqués jusqu'au début des années 1990.
- ZAO Betsema (ЗАО Бецема) : fabrique des semi-remorques et des engins pour la construction de route.

## Infrastructures
Les principales infrastructures de Krasnogorsk sont :
- Snej.com (en russe : СНЕЖ.КОМ) : complexe sportif comprenant un ski park permettant de pratiquer le ski toute l'année[3].

## Transports
Depuis 2009, la ville est desservie par la station Miakinino (en russe : Мяки́нино) de la ligne Arbatsko-Pokrovskaïa du métro de Moscou.

## Sport
- FK Zorki Krasnogorsk, club de football masculin fondé en 1966.
- FK Zorki Krasnogorsk, club de football féminin fondé en 2006.

## Jumelage
Krasnogorsk est jumelée à la ville d'Antibes (France).